# Ponor (Czarnogóra)
Ponor (cyr. Понор) – wieś w Czarnogórze, w gminie Petnjica. W 2011 roku liczyła 59 mieszkańców.